# جستجو و نابودی

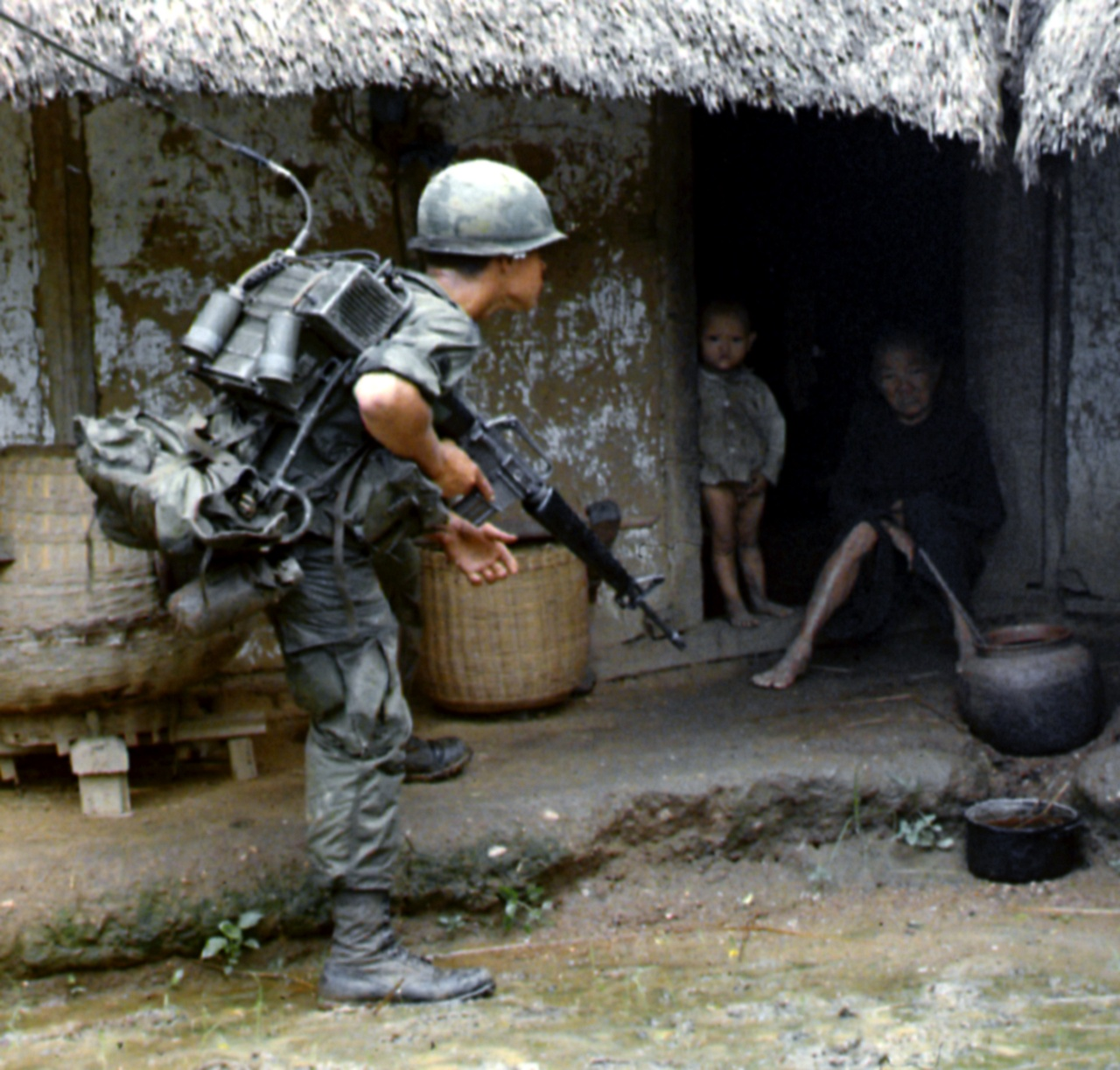
یک سرباز آمریکایی در حال جستجوی خانه‌ای ویتنامی برای یافتن چریک‌های ویت‌کنگ در طول جنگ ویتنام.

جستجو و نابودی (انگلیسی: Search and destroy) یا دنبال کردن و از بین بردن یک استراتژی نظامی است که شامل وارد کردن نیروهای پیاده‌نظام به قلمرو دشمن و هدایت آنها برای جستجو و سپس حمله به اهداف دشمن، قبل از عقب‌نشینی فوری است. این استراتژی که ابتدا به‌عنوان بخشی از عملیات ضد شورش در طول درگیری‌های نظامی در جنوب شرقی آسیا مانند وضعیت اضطراری مالایایی و جنگ ویتنام مورد استفاده قرار گرفت، برای بهره‌گیری از قابلیت‌های فناوری جدید موجود برای ارتش‌های غربی مانند هلیکوپتر توسعه داده شد که امکان اتخاذ تاکتیک‌های جدیدی مانند یورش هوایی را فراهم می‌کرد.
این استراتژی که در درجه اول در جنگ جنگل مورد استفاده قرار می‌گرفت، با در نظر گرفتن تاکتیک‌های جنگ نامتقارن به جای جنگ متعارف توسعه داده شد. یک استراتژی مرتبط با نام پاکسازی و حفظ، که شامل پاکسازی منطقه‌ای از پرسنل دشمن توسط نیروهای نظامی و سپس خالی نگه داشتن منطقه از دشمنان در عین جلب حمایت مردم محلی بود، تقریباً در همان دوره توسعه یافت و در کنار استراتژی جستجو و نابودی استفاده شد. شمارش اجساد معمولاً برای تعیین موفقیت این استراتژی استفاده می‌شد که مستلزم جنگ فرسایشی علیه یک شورش بود.